# Ingénieur chimiste
Un ingénieur chimiste, ingénieur civil chimiste ou ingénieur civil en chimie est un ingénieur dont le domaine de spécialisation est la chimie. Un ingénieur chimiste est principalement formé pour travailler dans l'industrie chimique en tant qu'ingénieur de production ou ingénieur process notamment. Ses domaines de compétence vont de la pétrochimie à la carbochimie en passant par le génie environnemental et le génie chimique. De nombreux secteurs emploient des ingénieurs chimistes tels que les industries chimiques, pétrochimiques, pharmaceutiques, agro-alimentaires, sidérurgiques et métallurgiques.

## En Belgique
En Belgique, le diplôme d'ingénieur civil chimiste est délivré par l'École polytechnique de Bruxelles (université libre de Bruxelles), l'université catholique de Louvain, l'université de Liège et l'université de Mons. Son appellation complète est Ingénieur civil en Chimie et Science des Matériaux.

## En France
En France, le diplôme d'ingénieur chimiste correspond à bac+5. Généralement, l'étudiant commence par 2 ans de classes préparatoires aux grandes écoles (appelées couramment « prépas ») avant d'intégrer une des écoles nationales supérieures délivrant le diplôme. La « prépa » n'est cependant pas la seule voie. Il est également possible d'intégrer ces écoles sur dossier ou concours après une licence ou un DUT par exemple. La formation en école d'ingénieur dure ensuite 3 ans avant que l'étudiant obtienne son diplôme d'ingénieur chimiste.

## En Suisse
En Suisse, le tire d'ingénieur chimiste est principalement utilisé pour les formations en génie chimique issues des écoles polytechniques sous la dénomination « ingénieur chimiste EPF ». C'est une formation universitaire relevant du degré master.